# Mercenario medieval
Mercenario es el que sirve por un estipendio, y en la milicia significa un soldado aventurero y un oficial de fortuna que se ponen a sueldo de una causa o de una nación extranjera.
Algunas repúblicas de Italia en la Edad Media eran enteramente mercantiles, hasta el punto de excluir a los nobles de empleos u honores y en otras prevalecía la nobleza; pero tenían un gobierno tan celoso que les prohibía el uso de las armas como Venecia.
Las citadas repúblicas tenían que servirse naturalmente de gente comprada y de aquí nació un nuevo oficio, el del soldado mercenario y se organizaron en compañías, dedicándose espontáneamente aquel oficio, y la falta de amor patrio y de sentimientos generosos los transformó en mercenarios inferiores a los de la antigüedad, más valerosos y disciplinados: Cuando los Galos se fijaron en Italia estaban siempre dispuestos a tomar las armas y a seguir al que los invitaba, especialmente una clase de ellos llamados Gesates, es decir, estipendiarios, los cuales tenían por oficio ponerse a sueldo de cualquiera. (cita de Polibio)
Este vil medio, que de la guerra hacia un oficio o una especulación, convenía a los Estados pequeños y traficantes, porque con dinero encontraban tropas para todas sus necesidades y se restablecía en cierto modo el equilibrio roto por el engrandecimiento de las grandes potencias, y convenía también a los tiranos para alterar la paz, valiéndose de perfidias.
Los antagonismos entre los diversos estados de Italia nacieron en los siglos XIII, XIV y XV, como la rivalidad perpetua entre Génova y Venecia, para apoderarse la primera del monopolio comercial veneciano, produciéndose choques sangrientos, y en Milán acabó el gobierno republicano cuando los Visconti adquirieron la posesión de la Lombardía y la riqueza de estas casa ducal por venta del emperador Wenceslao le permitió mantener un fuerte cuerpo de compañías mercenarias bajo jefes atrevidos: los condottieri.
Los barones, cuando tuvieron que luchar contra los Comunes, se vieron precisados a recurrir a brazos mercenarios para tenerlos dependientes a los ciudadanos y no dejar que conocieran su propia fuerza, y los mismos reyes, cuando tuvieron que contender con los barones encontraron más segura la fuerza bruta de los mercenarios, que no reclutar hombres que habían heredado la costumbre de estar sumisos a aquellos señores y cuya fidelidad podía quebrantarse por la reflexión o el sentimiento.
Cuando las bandas dejaron de ser una reunión de extranjeros y los capitanes elegían hombres conocidos, parientes o vasallos, se introdujo mejor disciplina y se adquirió más fidelidad a una bandera, y en cuanto a las armas utilizadas conviene estudiarlas en lo que tienen relación con las instituciones porque representan el estado de la sociedad de entonces, como el estudio especial que hizo el ingeniero Ercole Ricotti, en 4 volúmenes, en la obra: Historia de las compañías aventureras en Italia (Sismondi estudió el arte militar de los italianos a principios del siglo XV en su obra en 12 volúmenes Historia de las repúblicas italianas, y el Caballero de Freminville estrategia militar y poliorcética en la obra sobre las compañías blancas Historia de Bertrand du Guesclin).
Una cita del Archivo histórico  de un código con que la República de Florencia gobernaba a los asalariados, que insertó en 1851 G. Canestrini, autor de muchas obras como Documenti per servire alla storia della milizia italiana..., Firenze, 2007, dice lo siguiente: 

Los condestables o jefes de caballería e infantería extranjeros que estaban a sueldo y servicio de la república, tenían obligación de prestar en la primera revista juramento solemne por los Evangelios de servir lealmente, de sostén y defender con todas sus fuerzas el gobierno de la república, es decir, la Señoría y el pueblo, de no conspirar contra él ni contra la tranquilidad, de denunciar las maquinaciones y conspiraciones en el mismo día que lo supiesen, en el término de tres días si se hallasen fuera de la Toscana, en Romanía o Bolonia, y en el de ocho días, si estuviesen en Lombardía o en otros puntos de Italia; estaban asimismo obligados, a entregar en tiempo de revueltas, en el palacio del gobierno a todos los que tuviesen armas y de acometer resuelta y fuertemente a cualquiera en defensa del pueblo y de su gobierno, y de no ir a casa de ningún particular bajo las penas más severas. Los estipendiarios debían además garantir observancia de los convenios de contratas y de las órdenes contenidas en ellos.....Recibían paga doble por un mes si vencían y ocupaban el campo de batalla, a lo menos contra docientos caballeros enemigos. El botín, era para ellos, excepto los prisioneros que debían ser entregados al Común, y si no lo hacían perdían la paga doble. De aqui procede el grito de los estipendiarios y auxiliares extranjeros de las repúblicas y Estados italianos despues de una victoria: Paga doble y mes entero

## Tácticas

### Repúblicas de Italia
Cada capitán tenían su táctica particular:
- Alberico de Barbiano mejoró la armadura
- Braccio da Montone dividió las banderas en pequeñós cuerpos bajo las órdenes de muchos oficiales, de modo que se batían renovándose escuadrón por escuadrón
- Sforza era tan constante como impetuoso en su idea y mantenía las banderas en masa que ganaban en solidez, perdiendo en agilidad
- Los Bracceschi fueron siempre émulos en aquellas guerras
- John Hawkwood fue maestro de la ciencia militar y el primero que introdujo en Italia el modo de contar los jinetes por lanzas y realizaban sus marcha a caballo por su pesada armadura, pero en el campo casi siempre combatían a pie
- Como no combatían impulsados por la ira solo por el oficio, no olvidaban que mañana tal vez servirían aquel mismo que hoy atacaban y se hacían el menor daño posible:
  - Cogían prisioneros antes que matar
  - Los prisioneros los canjeaban por algún rescate
  - Economizaban el uso de los caballos
- La guerra se reducía a una serie de marchas y contramarchas
- El ingenio y la astucia sustituyeron al valor:
  - Algunos llegaron tanto al trono como a la política, sometido al inmoral poder del oro y del hierro
  - Mezclaban con sus rapiñas sus propias pasiones, los odios de las facciones, las venganzas hereditarias
  - Tenían la ambición de formar un partido en un país donde dominaba todo el que tenía audacia
  - Braccio desterrado de Perugia su patria, dirigió contra ella sus armas y consiguió la señoría
  - Pandolfo de Malatesta dominó en Brescia y Ottoban Terzo en Parma
  - En las batallas de mera especulación adquirieron gloria de manera indecorosa
  - Del valor mercenario de estos hombres que levantando el dedo jugaban con la muerte se valieron los Visconti para conquistar una grandeza que debía parar por herencia a manos de un afortunado jefe de banda

### Suizos
Devolvieron su importancia a la infantería y a la lanza los suizos y los flamencos:
- Las largas espadas y las pesadas alabardas de los suizos eran terribles para la milicia feudal
- El mérito de los batallónes suizos que se llamaban históricos consistía en la consistencia, formando cuadros de 4.000 hombres para estar de frente a todas partes, con lanzas de 18 pies, un enorme espadón y muy pocas armas defensivas
- La mayor parte lanceros y no tuvieron más de una tercera parte de hombres provistos de armas de fuego
- Los italianos solían apearse cuando querían abrir aquellas filas
- Eran impenetrables, sus formaciones en las batallas, pero eran poco útiles para defender un puesto, para los sitios y para los asaltos
- Formaban terrible unidad con un batallón porque todos se conocían, pero cuando se veían precisados a combatir por destacamentos disminuía el valor, y cuando entraban en desorden difícilmente se reunían de nuevo
- En 1515 puede darse por terminada la rivalidad táctica entre los batallones suizos y la infantería española, porque apegados aquellos a su antigua y primitiva formación en falange o columnas muy densas, fueron deshechos por la artillería francesa, en el combate de los gigantes según palabras del mariscal de Francia Gian Giacomo Trivulzio (Batalla de Marignano).

### Alemanes
Los alemanes se sirvieron como los suizos de infantería de lanza, lansquenete, pero no los igualaron y fueron los primeros que adoptaron una disciplina que no requería más que la fuerza de cuerpo y la subordinación de ánimo, y casi adquirieron la reputación de los suizos por la gran cantidad de hombres y caballos que aportaban, conservando además las ventajas de la utilización de la caballería.
Sucedía con frecuencia que los Alemanes que iban con el emperador a la coronación durante la Edad Media, cuando concluía el tiempo de su empeño con estos, se ponían al servicio del Papa o de cualquier duque o república que deseaba dominar a las demás, y contra ellas tomó una vez Federico I Barbarroja soldados, que se hicieron célebres por su ferocidad.

### Normandos
Los Normandos, que sirvieron al Reino de Nápoles, pueden considerase como verdaderos mercenarios pues intervinieron por dinero en las contiendas del citado reino, del cual se hicieron dueños posteriormente sirviéndose de su espada, a la manera de los capitanes del siglo XV.